# Cella elettrochimica metallo-aria
Una cella elettrochimica metallo-aria è una cella elettrochimica che usa un anodo costituito da metallo puro e di un catodo esterno a contatto con l'aria ambientale, tipicamente con un elettrolita acquoso o aprotico.
Durante la fase di scaricamento di una cella elettrochimica metallo-aria, avviene una reazione di riduzione nel catodo esposto all'aria ambientale, mentre il metallo dell'anodo è ossidato. Tale ossidazione, del metallo M dell'anodo, produce ioni del metallo (M+) che si muovono attraverso l'elettrolita fino al catodo dove interagiscono con l'ossigeno (O2) per formare ossidi di metallo (MO2X).
La capacità specifica e la densità energetica delle celle elettrochimiche metallo-aria sono più alte rispetto a quelle delle batterie agli ioni di litio, rendendole un candidato primario per l'uso nei veicoli elettrici e immagazzinamento dell'energia prodotta da fonti rinnovabili. Per esempio le batterie agli ioni di litio hanno una densità energetica di circa 100-200 Wh/Kg, mentre litio-aria sono di circa 3458 Wh/Kg . Pur essendoci alcune applicazioni commerciali, le complicanze associate a catalisi, elettroliti e anodi metallici hanno reso complesso lo sviluppo e l'implementazione di batteria metallo-aria.
L'invenzione delle celle elettrochimiche metallo-aria è avvenuta in tempi diversi a seconda del metallo usato, ad esempio: zinco-aria è del 1878, alluminio-aria del 1962, ferro-aria è del 1968, sodio-aria è del 2012 e potassio-aria è del 2013.
L'uso pratico di celle elettrochimiche metallo-aria è molto difficile poiché ci sono diversi problemi da risolvere, tra i quali:
- l'anodo di metallo reagisce con l'elettrolita formando uno strato non reattivo chimicamente, tale strato forma un film detto SEI (Solid Electrolyte Interphase) che causa perdite prestazionali irreversibili
- la formazione di dendriti nell'anodo che causano cortocircuiti interni e che possono portare ad esplosioni
- difficoltà a reperire elettroliti che siano altamente stabili, abbiano bassa volatilità, abbiano non tossicità e siano altamente solubili con l'ossigeno
- la stabilità dei materiali dove avviene la reazione nel catodo (usando materiali di carbonio si ha instabilità durante le fasi di carica/scarica superiori a 3,5 V che comportano perdita di prestazioni e riducono il numero massimo di cicli di ricarica)

## Tipi per elemento dell'anodo

### Alluminio
L'invenzione di tale metodo risale al 1962.

### Calcio
L'invenzione di tale metodo risale al .

### Ferro
L'invenzione di tale metodo risale al 1968.

### Litio
L'invenzione di tale metodo risale al .

### Magnesio
L'invenzione di tale metodo risale al 1966.

### Potassio
L'invenzione di tale metodo risale al 2013.

### Sodio
L'invenzione di tale metodo risale al 2012.

### Zinco
L'invenzione di tale metodo risale al 1878.

## Confronto
| Elemento anodo | Energia specifica teorica, Wh/kg (compreso l'ossigeno) | Energia specifica teorica, Wh/kg (escluso ossigeno) | Tensione a circuito aperto calcolata, V |
| -------------- | ------------------------------------------------------ | --------------------------------------------------- | --------------------------------------- |
| Alluminio      | 4300                                                   | 8140                                                | 1.2                                     |
| Germanio       | 1480                                                   | 7850                                                | 1                                       |
| Calcio         | 2990                                                   | 4180                                                | 3.12                                    |
| Ferro          | 1431                                                   | 2044                                                | 1.3                                     |
| Litio          | 5210                                                   | 11140                                               | 2.91                                    |
| Magnesio       | 2789                                                   | 6462                                                | 2.93                                    |
| Potassio       | 935                                                    | 1700                                                | 2.48                                    |
| Sodio          | 1677                                                   | 2260                                                | 2.3                                     |
| Stagno         | 860                                                    | 6250                                                | 0,95                                    |
| Zinco          | 1090                                                   | 1350                                                | 1.65                                    |